# 2 juli
2 juli är den 183:e dagen på året i den gregorianska kalendern (184:e under skottår). Det återstår 182 dagar av året.

## Namnsdagar

### I den svenska almanackan
- Nuvarande – Rosa och Rosita
- Föregående i bokstavsordning
  - Jungfru Marie besökelsedag – Benämningen fanns, till minne av att Jungfru Maria skulle ha inlett ett tre månader långt besök hos Johannes Döparens mor Elisabet denna dag, även i den latinska formen Visitatio Mariae, på dagens datum före 1901, då det utgick.
  - Rosa – Namnet infördes på dagens datum 1901 och har funnits där sedan dess.
  - Rose – Namnet infördes på dagens datum 1986, men utgick 1993.
  - Rosemarie – Namnet infördes på dagens datum 1986, men utgick 1993.
  - Rosita – Namnet infördes 1986 på 17 maj. 1993 flyttades det till dagens datum och har funnits där sedan dess.
- Föregående i kronologisk ordning
  - Före 1901 – Marie besökelse
  - 1901–1985 – Rosa
  - 1986–1992 – Rosa, Rose och Rosemarie
  - 1993–2000 – Rosa och Rosita
  - Från 2001 – Rosa och Rosita
- Källor
  - Brylla, Eva (red.): Namnlängdsboken, Norstedts ordbok, Stockholm, 2000. ISBN 91-7227-204-X
  - af Klintberg, Bengt: Namnen i almanackan, Norstedts ordbok, Stockholm, 2001. ISBN 91-7227-292-9

### Finlandssvenska almanackan
- Nuvarande från 2020[1] – Maria, Marika, Marie, Maj, Maja, Mary
- I föregående revideringar[a][2]
  - 1929–1949 – Linnea
  - 1950–1972 – Maria, Marika, Maja
  - 1973–1999 – Maria, Marika, Maja, Maj
  - 2000–2004 – Maria, Marika, Maja, Maj, Mary
  - 2005–2019 – Maria, Marika, Maja, Maj, Marie, Mary

## Händelser
- 311 – Sedan påven Eusebius har blivit avsatt den 17 augusti året före har påvestolen har stått tom i nästan ett år, men denna dag väljs Miltiades till hans efterträdare på posten.[3] Hans pontifikat varar dock endast i två och ett halvt år, eftersom han avlider 10 januari 314.
- 1881 – Den amerikanske republikanske presidenten James Garfield blir skjuten på en järnvägsstation i Washington, D.C. av den sinnesförvirrade demokratanhängaren Charles J. Guiteau, knappt fyra månader efter sitt tillträde som president. Garfield dör dock inte genast, utan ligger sårad i Vita huset innan han avlider av skadorna den 19 september, efter exakt 199 dagar som president. Han blir därmed den näst kortvarigaste amerikanske presidenten någonsin (efter William Henry Harrison, som avled av lunginflammation endast en månad efter sitt tillträde 1841) och den andre av hittills fyra (2025), som har blivit mördade. Garfield efterträds vid sin död av sin vicepresident Chester A. Arthur, som sitter resten av perioden, men inför valet 1884 inte ens blir nominerad som republikanernas kandidat.
- 1900 – Den tyske greven och uppfinnaren Ferdinand von Zeppelin, som har ägnat hela 1890-talet åt att konstruera styrbara luftskepp, genomför den första uppstigningen med ett dylikt luftskepp, som efter honom själv kommer att kallas zeppelinare. Uppstigningen sker över Bodensjön vid Tysklands sydgräns mot Schweiz och Österrike och under de 17 minuter den varar tillryggalägger skeppet en sträcka på nästan 6 kilometer och når upp till 410 meters höjd. Det blir dock skadat vid landningen och provflygningen visar på flera brister i konstruktionen, som man sedan försöker åtgärda. Zeppelinarna får sedan sin storhetstid i slutet av 1920- och början av 1930-talen, men efter Hindenburgolyckan 1937 försvinner de snabbt och blir även utkonkurrerade av vanliga flygplan.
- 1908 – Den svenske affärsmannen och diplomaten Gustaf Oscar Wallenberg, som för tillfället är Sveriges sändebud i Tokyo och Peking, sluter för Sveriges räkning en ”vänskaps-, handels- och sjöfartstraktat” med det kinesiska kejsarhovet, i likhet med flera andra sådana fördrag, som Kina sluter med flera västmakter vid denna tid. Dels bekräftar traktaten privilegierna i det svensk-kinesiska fördraget i Kanton från 1847, dels ger den möjlighet att avskaffa många av dem, eftersom Kinas rättsväsende har reformerats sedan fördraget slöts.
- 1915 – En rysk flotteskader på sex fartyg (assisterade av en brittisk ubåt) besegrar en tysk flotta på 14 fartyg i slaget vid Gotland, som delvis utkämpas på det i första världskriget neutrala Sveriges territorialvatten. Den ryska segern leder till att det tyska flaggskeppet SMS Albatross blir så skadat, att det tvingas att självmant gå på grund vid den gotländska kusten. De stupade tyskarna begravs i en gemensam grav vid Östergarns kyrka, medan fartyget ligger kvar i svensk hamn till krigsslutet (först vid Fårö och därefter i Karlskrona). Slaget leder också till tyska insikter om att de föråldrade skepp, som tyskarna har på Östersjön, snabbt måste ersättas med modernare fartyg och att framstötar mot ryssarna till havs behöver understödjas av tyngre fartyg, till exempel slagskepp.
- 1937 – Den amerikanska kvinnliga flygpionjären Amelia Earhart försvinner spårlöst nära Howlandön i Stilla havet, då hon är i färd med att försöka genomföra en jordenruntflygning vid ekvatorn. Hon och hennes andrepilot har varit i luften i 20 timmar (mot beräknade 18) och börjar få slut på bränsle, när fartyget Itasca utanför ön förlorar radiokontakten med henne. Trots att intensiva försök att hitta hennes havererade flygplan inleds dagen därpå lyckas man under de två veckor sökningarna pågår inte hitta det och det är försvunnet än idag (2025).
- 1950 – Kinkaku-ji bränns ner.
- 1961 – Den amerikanske författaren Ernest Hemingway begår självmord genom att skjuta sig själv med sitt hagelgevär. Den då nästan 62-årige Hemingway har då i flera år lidit av depression, till följd av hans blodtrycksmedicin, sedan en olycka 1954 har gett honom skador på lever och njurar, som har gjort att han inte längre har kunnat skriva och dessutom fått högt blodtryck. Detta har också medfört, att han har börjat lida av kraftigt alkoholmissbruk.
- 1966 – Frankrike genomför sin första kärnvapenprovsprängning vid Moruroaatollen i Stilla havet. Det har då gått tre och ett halvt år sedan Frankrike i slutet av 1962 har etablerat den obebodda atollen som provsprängningsområde. Den intensivaste provsprängningsperioden pågår sedan till 1974, då man under dessa åtta år provspränger hela 188 bomber (41 ovan jord och 147 under), men sprängningarna fortsätter sporadiskt till 1996, då de avslutas, sedan massiva protester mot de franska provsprängningarna har skett världen över under 1995.
- 1985 – Den Europeiska rymdorganisationen (ESA) skjuter upp rymdsonden Giotto (uppkallad efter den medeltida italienske konstnären Giotto di Bondone) och dess syfte är att studera Halleys komet, när denna året därpå befinner sig nära solen. Även om sonden är färdig med sitt uppdrag efter att ha passerat kometen den 13–14 mars 1986 låter man den fortsätta färdas i rymden och låter den bland annat på samma datum (2 juli) 1990 passera nära jorden, så att man kan ändra dess bana, för att några dagar senare kunna studera Grigg-Skjellerups komet.
- 1994 – Den colombianske fotbollsspelaren Andrés Escobar blir mördad genom att Humberto Muñoz skjuter honom med sex revolverskott utanför en bar i en förort till staden Medellín. Enligt Escobars flickvän Pamela Cascardo ropar mördaren ”¡Gol!” (”Mål!”) för varje skott och mordet är därför troligen en bestraffning för det faktum att Escobar den 22 juni har råkat göra självmål under en match mot USA i årets fotbolls-VM, vilket har lett till att Colombia har blivit utslaget i gruppspelet. Man vet dock inte om mördaren är anlitad av något av de spelsyndikat, som har satsat stora pengar på att Colombia skulle vinna matchen. Mördaren döms sedermera till 43 års fängelse, men släpps 2005.
- 2008 – Den colombianska politikern, antikorruptionskämpen och förra presidentkandidaten Íngrid Betancourt blir, tillsammans med 14 andra gisslantagna personer, fritagen ur den fångenskap hos FARC-gerillan, där hon har suttit i över sex år. Fritagningen sker av colombianska säkerhetsstyrkor genom en noga planerad aktion, som har kodnamnet Operation Jaque. Efter fritagningen börjar Betancourt framförallt ägna sig åt kampen att få gerillan att frige de personer de fortfarande håller som gisslan. 2012 meddelar FARC att de inte längre ämnar genomföra kidnappningar för att kräva lösensummor och släpper då de tio sista poliser och militärer, de har i sitt våld. Än idag (2025) har gerillan dock inte meddelat vad som ska ske med de hundratals civila, som ännu tros hållas som gisslan.

## Födda
- 1489 – Thomas Cranmer, engelsk kyrkoman och reformator, ärkebiskop av Canterbury 1533–1555
- 1714 – Christoph Willibald Gluck, tysk kompositör
- 1767 – Stephen Allen, amerikansk politiker
- 1810 – Robert Toombs, amerikansk general och politiker, senator för Georgia 1853–1861 och CSA:s utrikesminister 1861
- 1824 – Cyrus G. Luce, amerikansk politiker, guvernör i Michigan 1877-1891
- 1825 – Émile Ollivier, fransk politiker och statsman, Frankrikes konseljpresident 1870
- 1859 – Hjalmar Selander, svensk skådespelare, regissör och teaterdirektör
- 1862 – William Bragg (fysiker), brittisk fysiker, mottagare av Nobelpriset i fysik 1915
- 1869 – Hjalmar Söderberg, svensk författare, journalist och skribent
- 1876 – Wilhelm Cuno, tysk jurist, industrialist, affärsman och politiker, Tysklands rikskansler 1922–1923
- 1877
  - William Comstock, amerikansk demokratisk politiker, guvernör i Michigan 1933–1935
  - Hermann Hesse, tyskfödd schweizisk författare, mottagare av Nobelpriset i litteratur 1946
- 1885 – Björn Hodell, svensk teaterchef, manusförfattare och författare
- 1889 – Åke Claesson, svensk skådespelare och sångare
- 1890 – Rune Carlsten, svensk regissör, manusförfattare och skådespelare
- 1894 – John Johansson i Brånsta, svensk lantbrukare och bondeförbundspolitiker
- 1903
  - Alec Douglas-Home, brittisk politiker, Storbritanniens premiärminister 1963–1964
  - Olav V, kung av Norge 1957-1991
  - Charles Poletti, amerikansk demokratisk politiker, guvernör i New York 1942
- 1906 – Hans Bethe, amerikansk fysiker, mottagare av Nobelpriset i fysik 1967
- 1907 – Charles P. Nelson, amerikansk republikansk politiker, kongressledamot 1949–1957
- 1909 – Ralph Herseth, amerikansk demokratisk politiker, guvernör i South Dakota 1959–1961
- 1912 – Edwin L. Mechem, amerikansk republikansk politiker, guvernör i New Mexico 1951–1955, 1957–1959 och 1961–1962 samt senator för samma delstat 1962–1964
- 1917
  - Stuart Görling, svensk kompositör och filmmusikarrangör
  - Murry Wilson, amerikansk musikproducent
- 1923 – Wisława Szymborska, polsk poet, essäist och översättare, mottagare av Nobelpriset i litteratur 1996
- 1925 – Patrice Lumumba, kongolesisk politiker, Kongos premiärminister 1960
- 1927 – Brock Peters, amerikansk skådespelare
- 1929 – Imelda Marcos, filippinsk politiker och presidentfru, borgmästare i Stor-Manila 1975–1986, Filippinernas första dam 1965–1986
- 1930 – Sylve Bengtsson, fotbollsspelare, OS-brons 1952
- 1931 – Frank Williams, brittisk skådespelare
- 1932 – Esko Almgren, finländsk kristdemokratisk politiker, partiledare för de finländska Kristdemokraterna 1982–1989
- 1936 – Harry Barnes, brittisk labourpolitiker, parlamentsledamot 1987–2005
- 1937 – Richard Petty, amerikansk racerförare
- 1938 – David Owen, brittisk politiker, Storbritanniens utrikesminister 1977–1979
- 1939
  - Michael Castle, amerikansk republikansk politiker, guvernör i Delaware 1985–1992
  - John H. Sununu, amerikansk republikansk politiker och programledare, guvernör i New Hampshire 1983–1989
- 1940
  - Robert Broberg, svensk sångare, artist, kompositör, musiker och konstnär
  - Kenneth Clarke, brittisk konservativ politiker, parlamentsledamot 1970–, innehavare av fyra olika ministerposter i Storbritanniens regering 1988–1997 samt Storbritanniens justitieminister 2010–2012
- 1942 – Vicente Fox, mexikansk högerpartistisk politiker, Mexikos president 2000–2006
- 1946
  - Richard Axel, amerikansk läkare och biokemist, mottagare av Nobelpriset i fysiologi eller medicin 2004
  - Ricky Bruch, svensk friidrottare och skådespelare
- 1947 – Lars Dejert, svensk skådespelare
- 1949 – Roy Bittan, amerikansk musiker, pianist i gruppen E Street Band
- 1950
  - Agneta Eckemyr, svensk skådespelare, modefotograf och klädformgivare
  - Annika Thor, svensk författare, dramaturg, manusförfattare och bibliotekarie
- 1953 – Randy Weber, amerikansk republikansk politiker, kongressledamot 2013–
- 1955 – Andrew Divoff, venezuelansk skådespelare
- 1956 – Jerry Hall, amerikansk fotomodell och TV-värdinna, gift med Mick Jagger 1990–1999
- 1967 – Mike Collins, amerikansk republikansk politiker, kongressledamot 2023–
- 1968 – Ulf Ottosson, svensk fotbollsspelare och -tränare
- 1970 – Jakob Tamm, svensk skådespelare
- 1975 – Johan Ehn, finländsk frisinnad politiker
- 1976 – Tomáš Vokoun, tjeckisk ishockeyspelare
- 1978 – Diana Ghurtskaia, georgisk sångare
- 1984 – Oksana Wilhelmsson, svensk-rysk fotomodell, dansare och programledare
- 1985 – Ashley Tisdale, amerikansk skådespelare och sångare
- 1986 – Lindsay Lohan, amerikansk skådespelare och sångare
- 1989 – Alex Morgan, amerikansk fotbollsspelare
- 1990 – Margot Robbie, australisk skådespelare

## Avlidna
- 1350 – Tidericus, gotländsk man
- 1566 – Michel de Nostredame, 62, fransk astrolog, matematiker, läkare och siare, mest känd som Nostradamus
- 1591 – Vincenzo Galilei, 71, florentinsk kompositör, musikteoretiker och musiker
- 1706 – John Methuen, engelsk diplomat och politiker
- 1743 – Spence Crompton, brittisk politiker, Storbritanniens premiärminister
- 1778 – Jean-Jacques Rousseau, 66, schweizisk-fransk författare och politisk filosof
- 1850 – Robert Peel, 62, brittisk politiker, Storbritanniens finansminister och premiärminister
- 1887 – Luke P. Poland, 71, amerikansk republikansk politiker och jurist, senator för Vermont
- 1888 – Matthias Joseph Scheeben, 53, tysk katolsk teolog
- 1904 – Anton Tjechov, rysk författare
- 1914 – Joseph Chamberlain, brittisk politiker, Storbritanniens kolonialminister
- 1915 – Porfirio Díaz, mexikansk militär och politiker, Mexikos president
- 1926 – Émile Coué, fransk apotekare och psykolog
- 1932 – Manuel II, 42, kung av Portugal
- 1934 – Henry Hollis Horton, 68, amerikansk demokratisk politiker, guvernör i Tennessee
- 1937 – Amelia Earhart, 39, amerikansk pilot
- 1961 – Ernest Hemingway, 61, amerikansk författare, mottagare av Nobelpriset i litteratur 1954
- 1965 – Hilma Svedal, 94, svensk guldgrävare, grundare av turistmålet Alaska
- 1972
  - Tord Stål, 65, svensk skådespelare
  - Ivar Jansson, 78, svensk folkskollärare och socialdemokratisk politiker
- 1973
  - Ferdinand Schörner, 81, tysk militär
  - Sven Zetterström, 71, svensk journalist och manusförfattare
  - Betty Grable, 56, amerikansk skådespelare
- 1977 – Vladimir Nabokov, 78, rysk-amerikansk författare och entomolog
- 1989
  - Andrej Gromyko, 79, sovjetisk politiker, Sovjetunionens utrikesminister och statschef
  - Hilmar Baunsgaard, 69, dansk politiker, Danmarks handelsminister och statsminister
- 1991 – Lee Remick, 55, amerikansk skådespelare
- 1992 – Charles F. Brannan, 88, amerikansk demokratisk politiker, USA:s jordbruksminister
- 1994 – Andrés Escobar, 27, colombiansk fotbollsspelare
- 1997 – James Stewart, 89, amerikansk skådespelare
- 1999 – Mario Puzo, 78, amerikansk författare
- 2007 – Beverly Sills, 78, amerikansk operasångare (koloratursopran)
- 2008 – Elizabeth Spriggs, 78, brittisk skådespelare
- 2011
  - Itamar Franco, 81, brasiliansk politiker, Brasiliens president
  - Oliver Napier, 75, brittisk politiker och jurist
- 2013 – Bengt Hallberg, 80, svensk jazzpianist och kompositör
- 2016
  - Elie Wiesel, 87, rumänsk-amerikansk författare, mottagare av Nobels fredspris 1986
  - Michael Cimino, 77, amerikansk regissör, producent och manusförfattare
- 2025 – Julian McMahon, 56, australisk skådespelare